# 양안 (문서)
양안(量案)은 고려와 조선 시대에 경작지의 소유자와 크기를 측량하여 기록한 농민층의 토지 대장으로, 조세를 부과하고 그에 따라 국가 재정을 안정적으로 운영할 목적으로 작성하였다. 전적(田籍)이라고도 한다.
나라에서 양안을 작성하려고 토지를 측량하는 작업을 양전(量田)이라 하였으며, 양전할 때에는 논밭뿐만 아니라 조세가 가능한 산림이나 임야, 곧 닥나무밭(저전(楮田))·대나무밭(죽전(竹田))·솔밭(송전(松田))·모시밭(저전(苧田))·과일밭(과전(果田), 과수원) 등도 모두 등재하였다.
양안에는 전답의 넓이와 그 기주(起主)가 기록되어 있으므로 농민 개개인의 경작 면적이라든가 소득 관계를 추정하는 데는 편리한 자료가 된다. 양안에는 여러 종류가 있는데, 이를테면, 군·현 단위의 대장이면 모(某)군·모현 양안, 면 단위의 양안이면 모면 양안, 동리 단위이면 모동리 양안, 개인 단위이면 모택(某宅) 양안이라고 한다.
《경국대전》에 따르면 양전은 20년마다 한 번씩 실시하여 새로 양안을 작성하고, 호조·본도·본군에 보관하기로 되어 있다. 그러나 매 20년 성적(成籍)의 이 원칙은 이행되지 못하였다. 그것도 전국적인 것이 아니라 지역에 따라 일부분씩 개량되어 왔고 이에 따라 양안도 작성되었지만, 대부분 유실되었기 때문에 현존 양안은 그다지 많지 않다.

## 같이 보기
- 호적
- 양전 사업
- 토지대장